# Feltia jaculifera
Feltia jaculifera är en fjärilsart som beskrevs av Achille Guenée 1852. Feltia jaculifera ingår i släktet Feltia och familjen nattflyn. Inga underarter finns listade i Catalogue of Life.